# Joe Corona
Joe Benny Corona Crespín (ur. 9 lipca 1990 w Los Angeles) – amerykański piłkarz pochodzenia meksykańskiego i salwadorskiego występujący na pozycji środkowego pomocnika, reprezentant Stanów Zjednoczonych, od 2024 roku zawodnik meksykańskiej Tijuany.

## Kariera klubowa
Corona, syn Meksykanina i Salwadorki, urodził się w Los Angeles, zaś wychowywał się w metropolii tworzonej przez kalifornijskie miasta Tijuana i San Diego, po obu stronach meksykańsko-amerykańskiej granicy. Jako nastolatek trenował w akademii młodzieżowej Nomads Soccer Club z San Diego (której wychowankami są również gracze tacy jak Marcelo Balboa, Frankie Hejduk czy Steve Cherundolo). Uczęszczał do szkoły średniej Streetwater High School, a następnie studiował na San Diego State University, gdzie przez kilka miesięcy występował w tamtejszej drużynie piłkarskiej San Diego State Aztecs. Tam był wyróżniającym się zawodnikiem uniwersyteckiej ekipy – w 2008 roku jako jej kapitan triumfował w akademickich rozgrywkach Mesa League, zostając wybranym najlepszym zawodnikiem ligi. We wrześniu 2009 podpisał profesjonalny kontrakt z lokalną meksykańską drużyną Club Tijuana.
Po upływie pół roku Corona został włączony przez szkoleniowca Juana Antonio Lunę do seniorskiej drużyny Tijuany (jako pierwszy wychowanek w historii klubu, któremu udała się ta sztuka), występującej wówczas w drugiej lidze meksykańskiej, w której zadebiutował w kwietniu 2010. Już kilka miesięcy później wywalczył sobie pewne miejsce w wyjściowym składzie i jako kluczowy pomocnik Tijuany wygrał z nią rozgrywki Liga de Ascenso w jesiennym sezonie Apertura 2010. Pół roku później, podczas wiosennego sezonu Clausura 2011, dotarł natomiast do finału drugiej ligi, zaś ogółem na koniec rozgrywek 2010/2011 wywalczył z ekipą Joaquína del Olmo historyczny awans do najwyższej klasy rozgrywkowej. W meksykańskiej Primera División zadebiutował 23 lipca 2011 w przegranym 1:2 spotkaniu z Tijuaną, wówczas zdobywając również premierowego gola w historii występów Tijuany w pierwszej lidze. W sezonie Apertura 2012 jako jeden z podstawowych graczy Tijuany zdobył z nią premierowy tytuł mistrza Meksyku, jednak po tym sukcesie stopniowo tracił miejsce w pierwszym składzie.
Latem 2015 Corona udał się na wypożyczenie do ekipy Tiburones Rojos de Veracruz, gdzie spędził pół roku bez poważniejszych osiągnięć i głównie jako rezerwowy. Bezpośrednio po tym został wypożyczony po raz kolejny, tym razem do walczącego o utrzymanie w lidze zespołu Dorados de Sinaloa z miasta Culiacán, w ramach współpracy pomiędzy obydwoma klubami (Tijuana i Dorados posiadały wspólnego właściciela – Grupo Caliente).
| Sezon     | Klub                        | Kraj   | Rozgrywki  | Mecze | Bramki |
| --------- | --------------------------- | ------ | ---------- | ----- | ------ |
| 2009/2010 | Club Tijuana                | Meksyk | Ascenso MX | 3     | 0      |
| 2010/2011 | Club Tijuana                | Meksyk | Ascenso MX | 39    | 6      |
| 2011/2012 | Club Tijuana                | Meksyk | Liga MX    | 29    | 4      |
| 2012/2013 | Club Tijuana                | Meksyk | Liga MX    | 32    | 0      |
| 2013/2014 | Club Tijuana                | Meksyk | Liga MX    | 21    | 0      |
| 2014/2015 | Club Tijuana                | Meksyk | Liga MX    | 28    | 0      |
| 2015/2016 | Tiburones Rojos de Veracruz | Meksyk | Liga MX    | 9     | 0      |
| 2015/2016 | Dorados de Sinaloa          | Meksyk | Liga MX    |       |        |

## Kariera reprezentacyjna
Corona, z racji pochodzenia rodziców i miejsca urodzenia, dysponuje potrójnym obywatelstwem, wobec czego był uprawniony do gry dla reprezentacji zarówno Stanów Zjednoczonych, jak i Meksyku oraz Salwadoru. W sierpniu 2011 został powołany przez Luisa Fernando Tenę do reprezentacji Meksyku U-23, przygotowującej się do występu na Igrzyskach Panamerykańskich w Guadalajarze, w której barwach rozegrał kilka nieoficjalnych spotkań towarzyskich. Niedługo potem zdecydował się jednak ostatecznie na występy dla kraju swojego urodzenia i w marcu 2012 znalazł się w ogłoszonym przez trenera Caleba Portera składzie reprezentacji Stanów Zjednoczonych U-23 na północnoamerykański turniej kwalifikacyjny do Igrzysk Olimpijskich w Londynie. Tam pełnił rolę kluczowego zawodnika swojej ekipy; rozegrał wszystkie trzy spotkania w wyjściowym składzie, zdobywając cztery bramki – trzy w pojedynku z Kubą (6:0), zaś jedną z Salwadorem (3:3). Jego kadra z bilansem zwycięstwa, remisu i porażki zajęła jednak trzecie miejsce w grupie, nie awansując na olimpiadę.
W seniorskiej reprezentacji Stanów Zjednoczonych Corona zadebiutował za kadencji selekcjonera Jürgena Klinsmanna, 26 maja 2012 w wygranym 5:1 meczu towarzyskim ze Szkocją. W 2013 roku został powołany na Złoty Puchar CONCACAF, podczas którego rozegrał pięć z sześciu możliwych spotkań (z czego cztery w pierwszym składzie), a 13 lipca w wygranym 4:1 meczu fazy grupowej z Kubą strzelił swojego premierową bramkę w pierwszej kadrze narodowej. Później wpisał się na listę strzelców jeszcze w ćwierćfinale z Salwadorem (5:1), zaś Amerykanie triumfowali wówczas w tych rozgrywkach po pokonaniu w finale Panamy (1:0). Występował również w udanych ostatecznie dla jego zespołu eliminacjach do Mistrzostw Świata 2014, jednak wystąpił wówczas tylko w dwóch z szesnastu możliwych meczów i nie znalazł się w składzie Stanów Zjednoczonych na brazylijski mundial.
W 2015 roku Corona ponownie został powołany przez Klinsmanna na Złoty Puchar CONCACAF, kiedy to dołączył do zespołu w trakcie turnieju (po zakończeniu fazy grupowej) zastępując w składzie Alfredo Moralesa. Zanotował wówczas dwa z trzech meczów (jeden w wyjściowej jedenastce), natomiast jego reprezentacja spisała się gorzej niż przed dwoma laty – odpadła ze Złotego Pucharu w półfinale po porażce z Jamajką (1:2), zajmując ostatecznie czwarte miejsce w turnieju.